# Illartein
Illartein (Illartein) ist eine französische Gemeinde mit 73 Einwohnern (Stand 1. Januar 2022) im Département Ariège in der Region Okzitanien. Sie gehört zum Arrondissement Saint-Girons und zum Gemeindeverband Couserans-Pyrénées. Die Bewohner werden Illarteinais genannt.

## Geografie
Die Gemeinde Illartein liegt in der historischen Provinz Couserans in den Pyrenäen, 20 Kilometer westlich von Saint-Girons und etwa 35 Kilometer südöstlich von Saint-Gaudens am Fluss Bouigane, deren Tal (Bellongue genannt) sich längs zum Pyrenäen-Hauptkamm ausrichtet und der im sechs Kilometer östlich gelegenen Audressein in den Lez mündet. Eingerahmt wird das Tal von bewaldeten Höhen, die im Norden auf über 1400 m Meereshöhe  und im Süden über 1700 m  erreichen, während das Dorf Illartein auf etwa 565 m im Talboden liegt. An der südlichen Gemeindegrenze wird am Gipfel des Pic de Sérau mit 1721 m über dem Meer der höchste Punkt in der Gemeinde erreicht. Das 3,97 km² große Gemeindeareal wird vom Regionalen Naturpark Pyrénées Ariégeoises umgeben, ist aber nicht Teil desselben. Illartein grenzt an die Nachbargemeinden Buzan im Norden, Aucazein im Osten, Bonac-Irazein im Südosten (Berührungspunkt), Antras im Süden, Augirein im Südwesten und Orgibet im Westen.
Durch Illartein führen regelmäßig Etappen der Tour de France auf dem Weg vom oder zum westlich gelegenen Col de Portet-d’Aspet.

## Bevölkerungsentwicklung
| Jahr      | 1962 | 1968 | 1975 | 1982 | 1990 | 1999 | 2006 | 2014 | 2021 |
| Einwohner | 72   | 67   | 40   | 46   | 54   | 77   | 70   | 76   | 73   |

Im Jahr 1872 wurde mit 507 Bewohnern die bisher höchste Einwohnerzahl ermittelt. Die Zahlen basieren auf den Daten von cassini.ehess und INSEE.

## Sehenswürdigkeiten
- Kirche Saint-Germier
- Oratorium

## Wirtschaft und Infrastruktur
Das früher landwirtschaftlich geprägte Dorf Illartein lebt heute hauptsächlich vom Tourismus in Form von Ferienhausvermietungen. Es gibt noch einen Landwirt im Haupterwerb. Daneben produziert ein kleiner holzverarbeitender Betrieb in Illartein.
Die ehemalige Route nationale 618 (heutige D 618) führt durch Illartein. Sie folgt dem Flusslauf der Bouigane und bindet das Tal an die überregional wichtigen Straßen an. Im 35 Kilometer entfernten Saint-Gaudens besteht der nächste Autobahnanschluss (Autoroute A64).

## Belege
1. ↑  Illartein auf cassini.ehess
2. ↑  Illartein auf INSEE
3. ↑  Landwirtschaftsbetrieb auf annuaire-mairie.fr (französisch)
4. ↑  holzverarbeitender Betrieb auf annuaire-mairie.fr (französisch)